# 16088 Jessgoldstein
A 16088 Jessgoldstein (ideiglenes jelöléssel (16088) 1999 TJ121) a Naprendszer kisbolygóövében található aszteroida. A LINEAR projekt keretében fedezték fel 1999. október 4-én.